# رئاسة البوندستاغ
تتولى هيئة رئاسة البوندستاغ مسئولية الإدارة الروتينية للبوندستاغ، بما في ذلك الأنشطة الكتابية والبحثية. تتألف هيئة الرئاسة من رئيس البوندستاغ وعدد متغيّر من نواب الرئيس، وهم حاليًا ستة. يتم انتخاب الرئيس من قبل جميع أعضاء البوندستاغ خلال اجتماعه الأول. يكاد يكون دائما من أكبر مجموعة برلمانية في البوندستاغ (التقليد جعل من هذا نوعا من القانون الغير مكتوب). تنتهي إدارته بنهاية الهيئة التشريعية، ولكن يمكن إعادة انتخابه طالما يتم إعادة انتخابه في البوندستاغ. في عام 1994 تقرر أن كل مجموعة برلمانية في البوندستاغ يجب أن يمثلها نائب للرئيس.

## البوندستاغ الأول (1949-1953)
| الرئيس                 | المدة               | الحزب           |
| ---------------------- | ------------------- | --------------- |
| إريك كولر هيرمان إليرز | 1949−1950 1950−1953 | CDU/CSU CDU/CSU |
| نائب الرئيس            | المدة               | الحزب           |
| كارلو شميد هيرمان شيفر | 1949−1953           | SPD FDP         |

## البوندستاغ الثاني (1953-1957)
| الرئيس                                                    | المدة                         | الحزب                  |
| --------------------------------------------------------- | ----------------------------- | ---------------------- |
| هيرمان إليرز أويغن غيرستينماير                            | 1953−1954 1954−1957           | CDU/CSU                |
| نائب الرئيس                                               | المدة                         | الحزب                  |
| كارلو شميد ريتشارد يغير لويس شنايدر ماكس بيكر لويس شنايدر | 1953−1957 1953−1956 1956−1957 | SPD CDU/CSU FDP FVP/DP |

## البوندستاغ الثالث (1957-1961)
| الرئيس                                                                                       | المدة                                        | الحزب                  |
| -------------------------------------------------------------------------------------------- | -------------------------------------------- | ---------------------- |
| أويغن غيرستينماير                                                                            | 1957−1961                                    | CDU/CSU                |
| نائب الرئيس                                                                                  | المدة                                        | الحزب                  |
| كارلو شميد ريتشارد يغير فيكتور إمانوئيل برويسكر ماكس بيكر توماس ديلر فيكتور إمانوئيل برويسكر | 1957−1961 1960 1957−1960 1960−1961 1958−1960 | SPD CDU/CSU FDP DVP/DP |

## البوندستاغ الرابع (1961-1965)
| الرئيس                                          | المدة     | الحزب           |
| ----------------------------------------------- | --------- | --------------- |
| أويغن غيرستينماير                               | 1961−1965 | CDU/CSU         |
| نائب الرئيس                                     | المدة     | الحزب           |
| كارلو شميد إرفين شوتليه ريتشارد يغير توماس ديلر | 1961−1965 | SPD CSU/CSU FDP |

## البوندستاغ الخامس (1965-1969)
| الرئيس                                                                             | المدة                                                                 | الحزب                   |
| ---------------------------------------------------------------------------------- | --------------------------------------------------------------------- | ----------------------- |
| أويغن غيرستينماير                                                                  | 1965−1969                                                             | CDU/CSU                 |
| نائب الرئيس                                                                        | المدة                                                                 | الحزب                   |
| كارلو شميد كارل مومبير إرفين شوتليه ماريا بروبست ريتشارد يغير توماس ديلر فالتر شيل | 1965−1966 1966−1969 1965−1969 1965−1967 1967−1969 1965−1967 1967−1969 | SPD CSU/CSU CDU/CSU FDP |

## البوندستاغ السادس (1969-1972)
| الرئيس                                                        | المدة     | الحزب           |
| ------------------------------------------------------------- | --------- | --------------- |
| كاي-أوفه فون هاسل                                             | 1969−1972 | CDU/CSU         |
| نائب الرئيس                                                   | المدة     | الحزب           |
| كارلو شميد هيرمان شميت-فوكنهاوزن ريتشارد يغير ليزيلوتيه فونكه | 1969−1972 | SPD CDU/CSU FDP |

## البوندستاغ السابع (1972-1976)
| الرئيس                                                               | المدة     | الحزب           |
| -------------------------------------------------------------------- | --------- | --------------- |
| آن ماري رينجر                                                        | 1972−1976 | SPD             |
| نائب الرئيس                                                          | المدة     | الحزب           |
| هيرمان شميت-فوكنهاوزن كاي-أوفه فون هاسل ريتشارد يغير ليزيلوتيه فونكه | 1972−1976 | SPD CDU/CSU FDP |

## البوندستاغ الثامن (1976-1980)
| الرئيس | المدة                                                                 | الحزب           |
| --- | --------------------------------------------------------------------- | --------------- |
| كارل كارستنز ريتشارد شتوكلين                                                                                    | 1976−1979 1979−1980                                                   | CDU/CSU         |
| نائب الرئيس | المدة                                                                 | الحزب           |
| آن ماري رينجر هيرمان شميت-فوكنهاوزن غيورغ ليبر ريشارد شتوكلين ريتشارد فون فايتسكر ليزيلوتيه فونكه ريتشارد فوربس | 1976−1980 1976−1979 1979−1980 1976−1979 1979−1980 1976−1979 1979−1980 | SPD CDU/CSU FDP |

## البوندستاغ التاسع (1980-1983)
| الرئيس                                                                     | المدة                                   | الحزب           |
| -------------------------------------------------------------------------- | --------------------------------------- | --------------- |
| ريتشارد شتوكلين                                                            | 1980−1983                               | CSU/CSU         |
| نائب الرئيس                                                                | المدة                                   | الحزب           |
| آن ماري رينجر غيورغ ليبر ريتشارد فون فايتسكر هاينريش فيندلين ريتشارد فوربس | 1980−1983 1980−1981 1981−1983 1980−1983 | SPD CDU/CSU FDP |

## البوندستاغ العاشر (1983-1987)
| الرئيس                                                                          | المدة                         | الحزب           |
| ------------------------------------------------------------------------------- | ----------------------------- | --------------- |
| راينر بارزيل فيليب ينينغر                                                       | 1983−1984 1984−1987           | CDU/CSU         |
| نائب الرئيس                                                                     | المدة                         | الحزب           |
| آن ماري رينجر هاينز فيستفال ريشارد شتوكلين ريتشارد فوربس ديتر يوليوس كرونينبيرغ | 1983−1987 1983−1984 1984−1987 | SPD CDU/CSU FDP |

## البوندستاغ الحادي عشر (1987-1990)
| الرئيس                                                            | المدة               | الحزب           |
| ----------------------------------------------------------------- | ------------------- | --------------- |
| فيليب ينينغر ريتا زوسموت                                          | 1987−1988 1988−1990 | CDU/CSU         |
| نائب الرئيس                                                       | المدة               | الحزب           |
| آن ماري رينجر هاينز فيستفال ريشارد شتوكلين ديتر يوليوس كرونينبيرغ | 1987−1990           | SPD CDU/CSU FDP |

## البوندستاغ الثاني عشر (1990-1994)
| الرئيس                                                     | المدة     | الحزب           |
| ---------------------------------------------------------- | --------- | --------------- |
| ريتا زوسموت                                                | 1990−1994 | CDU/CSU         |
| نائب الرئيس                                                | المدة     | الحزب           |
| هيلموت بيكر ريناته شميدت هانز كلاين ديتر يوليوس كرونينبيرغ | 1990−1994 | SPD CDU/CSU FDP |

## البوندستاغ الثالث عشر (1994-1998)
| الرئيس                                                               | المدة                                             | الحزب                         |
| -------------------------------------------------------------------- | ------------------------------------------------- | ----------------------------- |
| ريتا زوسموت                                                          | 1994−1998                                         | CDU/CSU                       |
| نائب الرئيس                                                          | المدة                                             | الحزب                         |
| هانز أولريش كلوزه هانز كلاين ميكايلا غايغر بوركهارد هيرش أنتيه فولمر | 1994−1998 1994−1996 1997−1998 1994−1998 1995−1998 | SPD CSU/CSU CDU/CSU FDP الخضر |

## البوندستاغ الرابع عشر (1998-2002)
| الرئيس                                                         | المدة     | الحزب                     |
| -------------------------------------------------------------- | --------- | ------------------------- |
| فولفغانغ تيرسه                                                 | 1998−2002 | SPD                       |
| نائب الرئيس                                                    | المدة     | الحزب                     |
| أنكه فوكس رودولف سايترز هيرمان أوتو سولمس أنتيه فولمر بترا بلِس | 1998−2002 | SPD CDU/CSU FDP الخضر PDS |

## البوندستاغ الخامس عشر (2002-2005)
| الرئيس                                                   | المدة     | الحزب                 |
| -------------------------------------------------------- | --------- | --------------------- |
| فولفغانغ تيرسه                                           | 2002−2005 | SPD                   |
| نائب الرئيس                                              | المدة     | الحزب                 |
| سوزانه كاستنر نوربرت لامرت هيرمان أوتو سولمس أنتيه فولمر | 2002−2005 | SPD CDU/CSU FDP الخضر |

## البوندستاغ السادس عشر (2005-2009)
| الرئيس                                                                                          | المدة                         | الحزب                        |
| ----------------------------------------------------------------------------------------------- | ----------------------------- | ---------------------------- |
| نوربرت لامرت                                                                                    | 2005−2009                     | CDU/CSU                      |
| نائب الرئيس                                                                                     | المدة                         | الحزب                        |
| سوزانه كاستنر فولفغانغ تيرسه غيردا هاسلفيلت هيرمان أوتو سولمس كاترين غورنغ إيكارت شاغر بترا باو | 2005−2009 2005−2006 2006−2009 | SPD CSU/CSU FDP الخضر اليسار |

## البوندستاغ السابع عشر (2009-2013)
| الرئيس                                                                                       | المدة                         | الحزب                        |
| -------------------------------------------------------------------------------------------- | ----------------------------- | ---------------------------- |
| نوربرت لامرت                                                                                 | 2009−2013                     | CDU/CSU                      |
| نائب الرئيس                                                                                  | المدة                         | الحزب                        |
| غيردا هاسلفيلت ادوارد اوزفالد فولفغانغ تيرسه هيرمان أوتو سولمس كاترين غورنغ إيكارت بيترا باو | 2009−2011 2011−2013 2009−2013 | CDU/CSU SPD FDP الخضر اليسار |

## البوندستاغ الثامن عشر (2013-2017)
| الرئيس                                                                                       | المدة                                        | الحزب                                |
| -------------------------------------------------------------------------------------------- | -------------------------------------------- | ------------------------------------ |
| نوربرت لامرت                                                                                 | 2013−2017                                    | CDU/CSU                              |
| نائب الرئيس                                                                                  | المدة                                        | الحزب                                |
| يوهانيس سينغ هامر إدلغارد بولمان بيترا باو كلاوديا روت بيتر هنتسه شاخر ميكايلا نول أولا شميت | 2013−2017 2013−2016 2016–2017 2017 2013−2017 | CDU/CSU SPD اليسار الخضر CDU/CSU SPD |

توفي بيتر هينته في 26 تشرين الثاني 2016. في 19 كانون الثاني 2017 ، تم انتخاب ميكايلا نول للمنصب الشاغر.

## البوندستاغ التاسع عشر (2017 -)
| الرئيس                                                                   | المدة                               | الحزب                            |
| ------------------------------------------------------------------------ | ----------------------------------- | -------------------------------- |
| فولفغانغ شويبله                                                          | 2017–في المنصب                      | CDU/CSU                          |
| نائب الرئيس                                                              | المدة                               | الحزب                            |
| هانز بيتر فريدرش توماس أوبرمان شاغر فلفغانغ كوبيكي بيترا باو كلاوديا روت | 2017–في المنصب 2017– 2017–في المنصب | CDU/CSU SPD AfD FDP اليسار الخضر |

في الجلسة الأولى من البوندستاغ الـ19 رشحت مجموعة حزب البديل AfD  ألبريشت غلاسير كنائب للرئيس. فشل غلاسر في الحصول على أغلبية في الاقتراع الأول والثاني وعلى التعددية في الاقتراع الثالث. يجب أن يقوم AfD بترشيح مرشح مختلف لهذا المنصب ولكنه لم يقم بذلك بعد.

## روابط خارجية
- القيادات
- البوابة البرلمانية | البرلمان الألماني نسخة محفوظة 19 أكتوبر 2010 على موقع واي باك مشين.
- هيئة رئاسة البوندستاغ